# Hipismo nos Jogos Pan-Americanos de 2019 - CCE individual
A competição do CCE individual foi um dos eventos do hipismo nos Jogos Pan-Americanos de 2019. Foi disputada de 2 a 4 de agosto no Clube Equestre Militar La Molina, em Lima.

## Calendário
Horário local (UTC-5).
| Data        | Horário | Fase          |
| ----------- | ------- | ------------- |
| 2 de agosto | 9:00    | Adestramento  |
| 3 de agosto | 11:00   | Cross Country |
| 4 de agosto | 10:30   | Salto         |

## Medalhistas
| Ouro   | USA Boyd Martin (Tsetserleg)       |
| Prata  | USA Lynn Symansky (Rf Cool Play)   |
| Bronze | BRA Carlos Parro (Quaikin Qurious) |

## Resultados
| Pos.              | Ginete              | Nacionalidade      | Cavalo                  | Adestramento | Adestramento | Cross Country | Cross Country | Salto  | Salto | Total  |
| Pos.              | Ginete              | Nacionalidade      | Cavalo                  | Pontos       | Pos.         | Pontos        | Pos.          | Pontos | Pos.  | Total  |
| ----------------- | ------------------- | ------------------ | ----------------------- | ------------ | ------------ | ------------- | ------------- | ------ | ----- | ------ |
| Medalha de ouro   | Boyd Martin         | USA Estados Unidos | Tsetserleg              | 25.60        | 2            | 0.00          | 1             | 0.00   | 1     | 25.60  |
| Medalha de prata  | Lynn Symansky       | USA Estados Unidos | Rf Cool Play            | 29.20        | 9            | 0.00          | 1             | 0.00   | 1     | 29.20  |
| Medalha de bronze | Carlos Parro        | BRA Brasil         | Quaikin Qurious         | 28.10        | 8            | 6.80          | 4             | 0.00   | 1     | 34.90  |
| 4                 | Douglas Payne       | USA Estados Unidos | Starr Witness           | 28.00        | 7            | 8.40          | 5             | 0.00   | 1     | 36.40  |
| 5                 | Jessica Phoenix     | CAN Canadá         | Pavarotti               | 27.40        | 5            | 9.60          | 6             | 0.00   | 1     | 37.00  |
| 6                 | Rafael Losano       | BRA Brasil         | Fuiloda G               | 33.00        | 14           | 4.40          | 3             | 0.40   | 10    | 37.80  |
| 7                 | Marcelo Tosi        | BRA Brasil         | Starbucks               | 26.00        | 3            | 19.40         | 13            | 4.00   | 11    | 49.40  |
| 8                 | Guillermo de Campo  | MEX México         | Quelite                 | 51.80        | 10           | 16.80         | 11            | 4.00   | 11    | 52.00  |
| 9                 | Carlos Lobos        | CHI Chile          | Ranco                   | 52.20        | 11           | 18.40         | 12            | 4.00   | 11    | 53.40  |
| 10                | Enrique Mercado     | MEX México         | Tehuacan                | 48.40        | 8            | 16.40         | 10            | 4.00   | 11    | 56.20  |
| 11                | Diego Carpio        | PER Peru           | Qouter                  | 55.40        | 17           | 15.20         | 9             | 0.00   | 1     | 58.50  |
| 12                | Karl Slezak         | CAN Canadá         | Fernhill Wishes         | 53.70        | 15           | 31.20         | 16            | 0.00   | 1     | 58.90  |
| 13                | Juan Gallardo       | ARG Argentina      | Espuelas Atila          | 60.50        | 22           | 14.80         | 8             | 8.00   | 17    | 63.00  |
| 14                | Wylder Rodríguez    | GUA Guatemala      | Escapitos-S             | 56.80        | 19           | 24.00         | 14            | 4.00   | 11    | 68.60  |
| 15                | Pedro Atala         | HON Honduras       | Hipolita                | 52.80        | 12           | 34.80         | 18            | 4.00   | 11    | 71.80  |
| 16                | Luciano Brunello    | ARG Argentina      | Maria Teresa            | 65.20        | 34           | 26.40         | 15            | 8.00   | 17    | 74.20  |
| 17                | Tamra Smith         | USA Estados Unidos | Mai Baum                | 65.10        | 33           | 34.00         | 17            | 0.00   | 1     | 76.80  |
| 18                | Luís Larrondo       | CHI Chile          | Puerto Octay            | 57.50        | 20           | 35.20         | 19            | 9.20   | 21    | 85.30  |
| 19                | Pietra Chieza       | URU Uruguai        | SVR Energico            | 60.70        | 23           | 31.60         | 20            | 12.00  | 22    | 86.80  |
| 20                | Colleen Loach       | CAN Canadá         | Golden Eye              | 65.30        | 35           | 61.60         | 22            | 0.00   | 1     | 87.80  |
| 21                | Juan Francia        | PER Peru           | Alpacino Z              | 86.80        | 42           | 60.80         | 21            | 8.00   | 17    | 112.10 |
| 22                | Marcelo Rawson      | ARG Argentina      | Felicitas Almendro      | 43.50        | 35           | 64.80         | 23            | 8.00   | 17    | 131.30 |
| 23                | José Triana         | MEX México         | Violento                | 38.80        | 20           | 85.60         | 25            | 16.00  | 23    | 140.40 |
| 24                | Marcelino Cárdenas  | PER Peru           | Vento                   | 45.50        | 41           | 60.00         | 20            |        |       |        |
| 24                | Dana Cook           | CAN Canadá         | Mississippi             | 32.80        | 13           | 77.60         | 24            | 99.99  | 33    | WD     |
| 24                | Sarka Kolackova     | GUA Guatemala      | Carneval 32             | 35.70        | 17           | EL            | 33            | 99.99  | 33    | RT     |
| 24                | Ruy Fonseca         | BRA Brasil         | Ballypatrick SRS        | 31.80        | 12           | EL            | 33            | 99.99  | 33    | EL     |
| 24                | Nicolas Wettstein   | ECU Equador        | Onzieme Framoni         | 35.10        | 16           | EL            | 33            | 99.99  | 33    | EL     |
| 24                | Ignacio Zone        | ARG Argentina      | Remonta San Jorge       | 37.10        | 19           | EL            | 33            | 99.99  | 33    | EL     |
| 24                | Carlos Navaez       | ECU Equador        | Que loco                | 39.00        | 21           | EL            | 33            | 99.99  | 33    | EL     |
| 24                | Carlos Labbé        | CHI Chile          | Quilano                 | 39.20        | 22           | EL            | 33            | 99.99  | 33    | EL     |
| 24                | Alejandro Quintana  | URU Uruguai        | SVR Fraile de Sta Lucia | 41.00        | 27           | EL            | 33            | 99.99  | 24    | EL     |
| 24                | Luis Eduardo Aranco | URU Uruguai        | SVR Gruñon              | 41.30        | 28           | EL            | 33            | 99.99  | 33    | EL     |
| 24                | Jhonatan Rodríguez  | COL Colômbia       | Caipirina               | 41.40        | 29           | EL            | 33            | 99.99  | 33    | EL     |
| 24                | Stefanie Brand      | GUA Guatemala      | Ginfer Palo Blanco      | 41.40        | 29           | EL            | 33            | 99.99  | 33    | EL     |
| 24                | Mauricio Bermudez   | COL Colômbia       | Fernhill Nightshift     | 41.60        | 31           | EL            | 33            | 99.99  | 33    | EL     |
| 24                | Carlos Sueiras      | GUA Guatemala      | Valentina RN            | 43.50        | 35           | EL            | 33            | 99.99  | 33    | EL     |
| 24                | Juan Eisenmayer     | COL Colômbia       | Blue Moon               | 44.20        | 37           | EL            | 33            | 99.99  | 33    | EL     |
| 24                | Rodrigo Abella      | URU Uruguai        | SVR Arbitro             | 44.30        | 38           | EL            | 33            | 99.99  | 33    | EL     |
| 24                | Hans Pierola        | PER Peru           | Conterina Z             | 45.30        | 39           | EL            | 33            | 99.99  | 33    | EL     |
| 24                | Guillermo Heyermann | CHI Chile          | Bipolar                 | 45.40        | 40           | EL            | 33            | 99.99  | 33    | EL     |
| 24                | Pedro Gutiérrez     | MEX México         | California Mail         | 46.50        | 42           | EL            | 33            | 99.99  | 33    | EL     |